# Allan Pinkerton

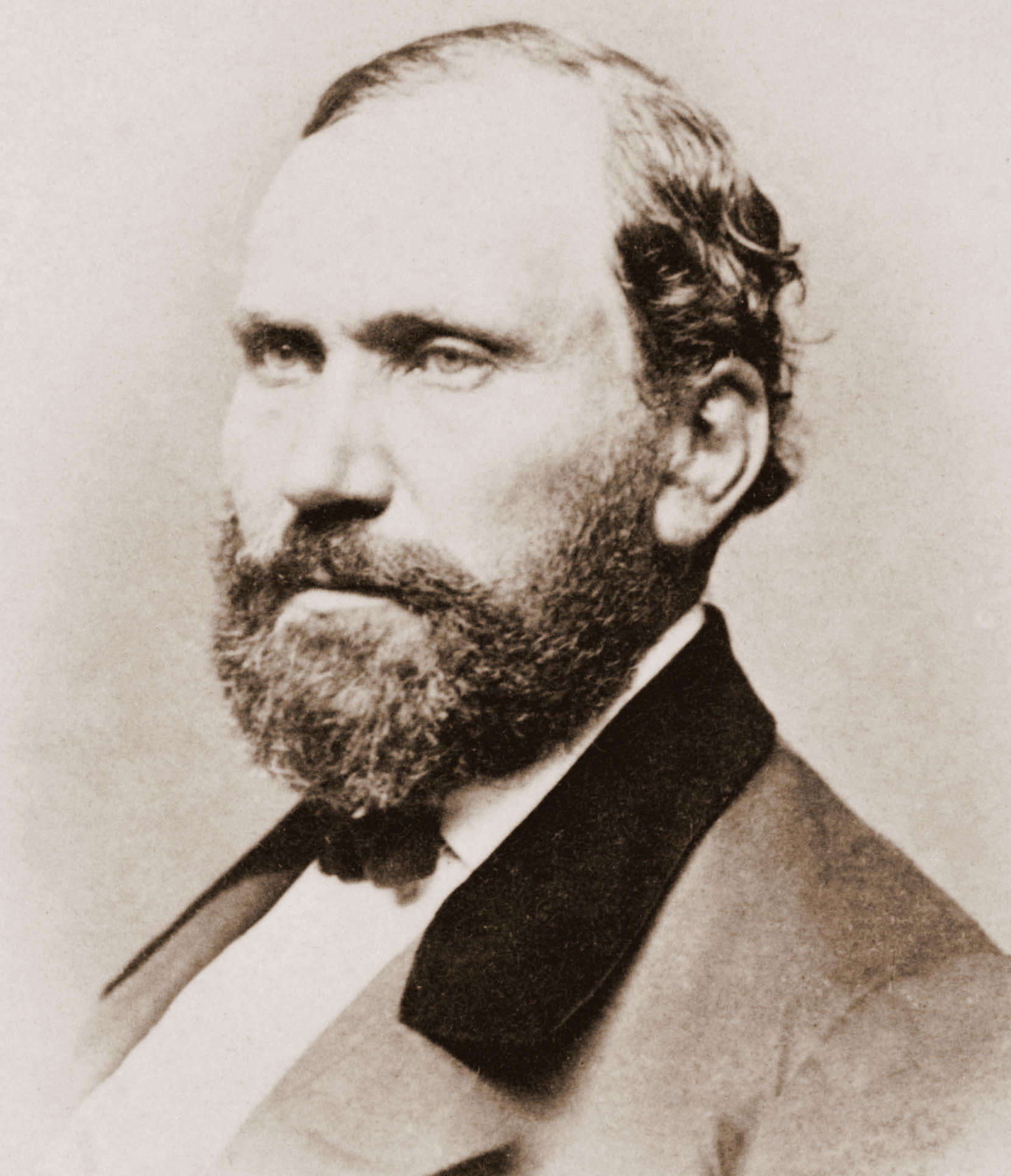
Allan Pinkerton, 1861

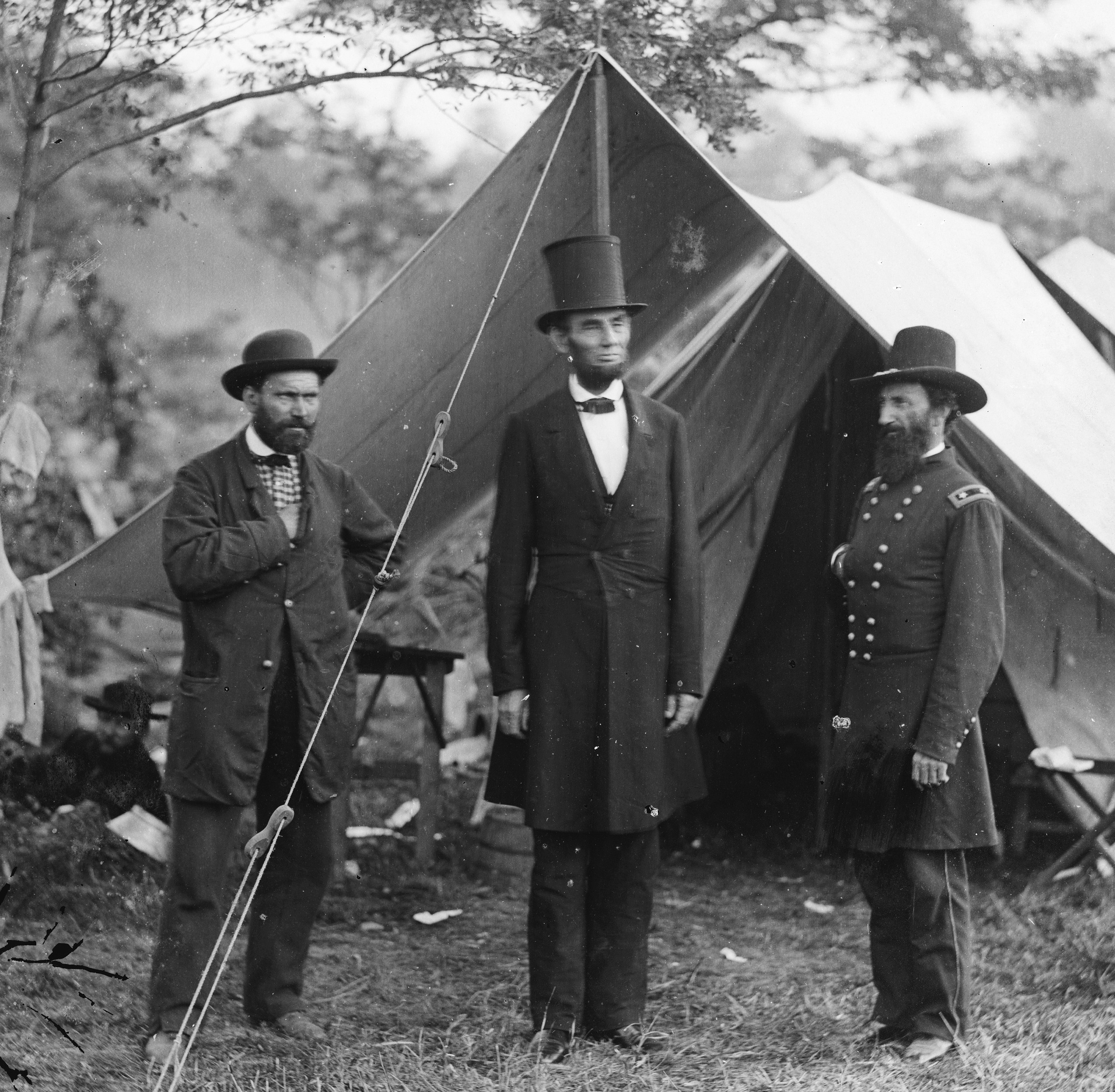
Pinkerton (links), Präsident Lincoln (Mitte) und General McClernand nach der Schlacht am Antietam, 1862

Allan Pinkerton (* 25. August 1819 in Glasgow; † 1. Juli 1884 in Chicago, Illinois) war ein schottischer Büttner, amerikanischer Detektiv und Begründer der Pinkerton-Agentur, die heute als erste US-amerikanische Privatdetektei gilt.

## Leben
Allan Pinkerton wurde am 25. August 1819 in den Gorbals, einem Stadtteil von Glasgow, geboren als Sohn des arbeitslosen Polizisten William Pinkerton und dessen Ehefrau, Isobel McQueen. Im Alter von zehn Jahren verließ er nach seines Vaters Tod die Schule, um zum Familienunterhalt beizutragen. Als Gehilfe eines Büttners schloss er sich der englischen Chartistenbewegung an. Innerhalb der Organisation gelang es ihm bald, eine anerkannte Stellung einzunehmen.
Als Mitglied der Chartist trat er für die Zulassung von Gewerkschaften, soziale Reformen und eine Ausweitung des Wahlrechts in Großbritannien ein. Kurz nach seiner Eheschließung mit der Sängerin Joan Carfrae (1822–1887) am 13. März 1842 wurden er und seine Frau gewarnt, ihre Verhaftung stehe wegen seiner politischen Aktivitäten unmittelbar bevor. Beide flohen daraufhin mit dem Schiff aus Schottland und wanderten in die USA aus.
Zunächst begann er in Chicago in einer Fabrik wieder als Büttner zu arbeiten. Mit dem damit verdienten Geld ließ Allan Pinkerton sich 1843 in Dundee nieder, etwa 70 Kilometer nordwestlich von Chicago, und betrieb dort eine eigene Büttnerei: Pinkerton's One and Original Cooperage of Dundee. Das Geschäft florierte und bald arbeiteten zehn Handwerker für ihn. Im Jahr 1846 wurde sein Sohn William geboren, bald folgten die Zwillinge Robert und Joan. 1846 entdeckte Pinkerton zufällig den Aufenthaltsort einer Fälscherbande, wodurch diese vom örtlichen Sheriff, nach Unterstützung durch Pinkerton, festgenommen werden konnte. Als ihm der Sheriff von Cook County daraufhin eine Stelle anbot, zog Pinkerton mit seiner Familie 1849 nach Chicago um und arbeitete als Detektiv für die Polizei. Sein offizieller Titel war "Investigater".
Da er für diese Dienste nicht allzu viel Geld erhielt, trennte Allan Pinkerton sich 1850 von den Polizeidiensten wieder, um gemeinsam mit dem ehemaligen Staatsanwalt Edward Rucker die North-Western Police Agency zu gründen. Sie wurde später in Pinkerton´s National Detective Agency umbenannt. Die Detektei führte in ihrem Logo ein weit offenes Auge mit dem Spruch „We never sleep“ – Wir schlafen nie! Gelegentlich wird behauptet, die englische Bezeichnung „private eye“ für einen Privatdetektiv rühre daher – was jedoch nicht zutrifft.

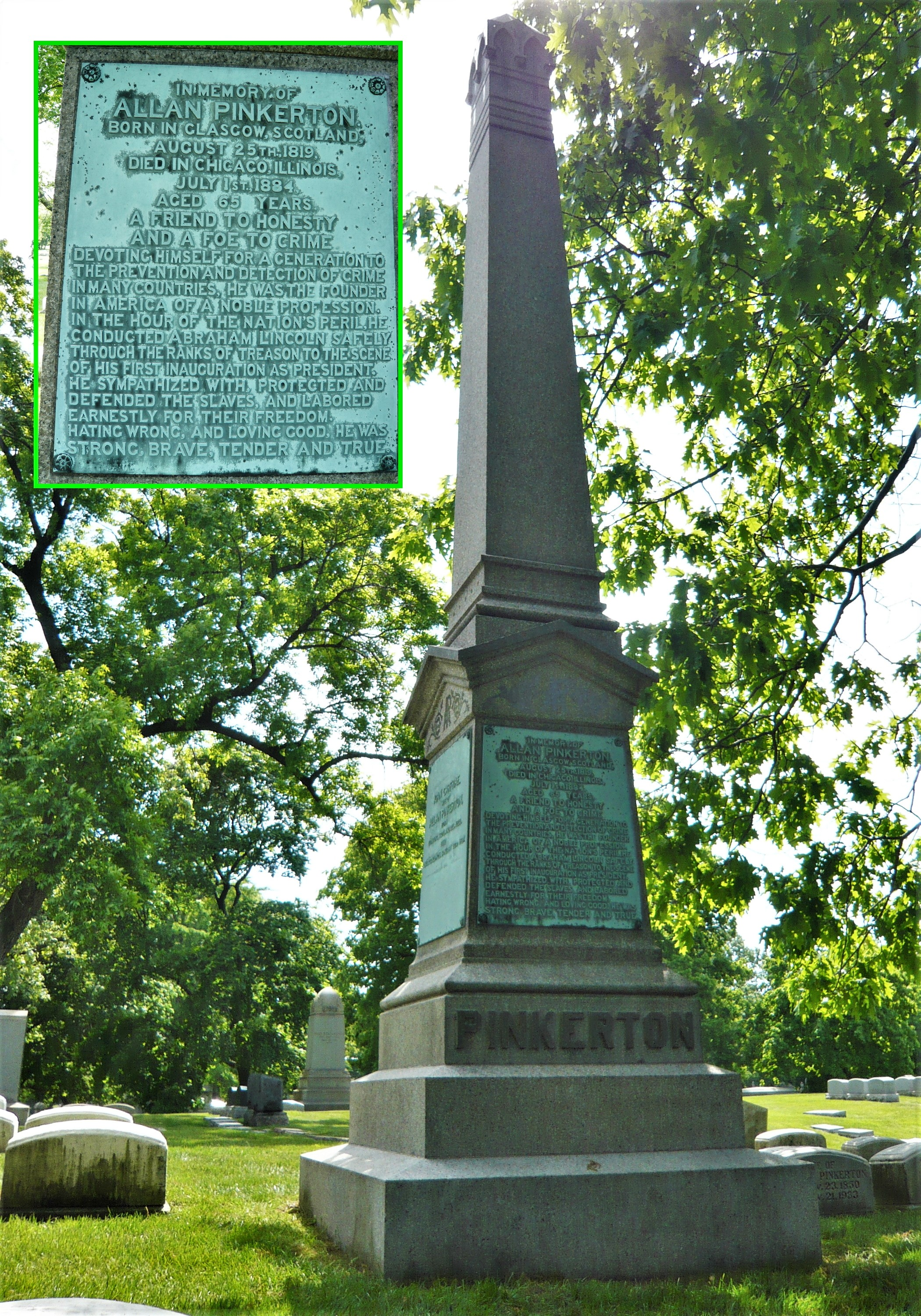
Pinkertons Grab, Graceland Cemetery, Chicago

Seine Hauptauftraggeber waren die örtlichen Eisenbahngesellschaften. Die Pinkertongesellschaft setzte verdeckte Ermittler ein und schreckte weder vor Härte noch vor körperlicher Gewalt bei der Aufklärung oder Verhinderung von Straftaten zurück. Bei der Untersuchung eines Eisenbahnfalls erhielt Pinkerton Kenntnis von einem geplanten Mordanschlag auf den Präsidenten Abraham Lincoln (1809–1865). In Absprache mit den Sicherheitseinrichtungen der Regierung verfolgte er die Spur weiter und im Ergebnis konnte die kriminelle Gruppe der Dalton-Brüder zur Strecke gebracht werden.
Die Pinkerton-Agentur klärte sodann einige aufsehenerregende Raubüberfälle auf Eisenbahnlinien auf, wodurch man auch in Washington auf sie aufmerksam wurde. So konnte sie beispielsweise die Täter eines Raubes bei der Adams Express Company mit der Summe von 700.000 Dollar ermitteln. Einer der Geschäftsführer der Eisenbahngesellschaften, für die er dabei arbeitete, war George B. McClellan (1826–1885). Mit ihm war Allan Pinkerton inzwischen gut befreundet und als dieser 1861 während des Amerikanischen Bürgerkrieges General der Unionstruppen wurde, erhielt er auch von ihm weitere Aufträge. Einer davon bestand darin, einen „Secret Service“ zur Aufklärung für die Unionstruppen aufzubauen, der als eine Art militärischer Geheimdienst Informationen über feindliche Truppenbewegungen sammelt. Während dieser Aufträge war Pinkerton zur Tarnung als scheinbarer Konföderierten-Major E.J.Allan unterwegs. Nach der Abberufung McClellans als Oberbefehlshaber der Unionsarmee im März 1862 weigerte sich Pinkerton, weiter für die Union tätig zu sein. Nach dem Krieg widmete Pinkerton sich weiterhin dem Auf- und Ausbau der Pinkerton Agency. So wurde nach dem Bürgerkrieg die Anzahl der Niederlassungen erweitert, 1865 wurde die erste Filiale von Pinkerton in New York eröffnet. Mit der aufkommenden Fotografie ergab sich die Möglichkeit der noch besseren Identifikation von Verbrechern. Das nutzte Allan Pinkerton und legte eine erste Verbrecherkartei mit entsprechenden Fotos der Täter und Tatverdächtigen an.
Ein Schwerpunkt der Arbeit wurde dann Ende der 1870er/Anfang der 1880er Jahre der Kampf gegen Gewerkschaften. Pinkertons Agentur unterwanderte wiederholt Arbeiterproteste und unterstützte im Dienst von Unternehmern Streikbrecher – ein Tätigkeitsfeld (siehe Union Busting), das nach Pinkertons Tod zu einem Schwerpunkt der Agentur werden sollte. Als die körperlichen Kräfte von Allan Pinkerton nachließen, übertrug er seinem ältesten Sohn William, der bereits in der Firma mitarbeitete, die Geschäfte.
Am 1. Juli 1884 starb Allan Pinkerton an einer Infektion; er hatte sich auf die Zunge gebissen, als er auf einem Gehweg in Chicago stolperte. Da er die Verletzung nicht ernst nahm, entzündete sich die Wunde und er bekam Wundbrand; infolgedessen verstarb er. Pinkerton wurde auf dem Graceland Cemetery in Chicago begraben.

## Werke
- A double life and the detectives. Dillingham, New York.
- Strikers, communists and tramps. Dillingham, New York 1900.
- Thirty years of a detective. Dillingham, New York 1900.

## Sonstiges
Sir Arthur Conan Doyle schuf um 1914 in seinem Roman Das Tal der Angst, in welchem die Figuren Sherlock Holmes und Dr. Watson auftauchen, den Charakter des fiktiven Pinkerton-Detektivs Birdy Edwards.
Der US-amerikanische Schriftsteller Mark Twain (1835–1910) war begeistert von dem Mut und Tatendrang Allan Pinkertons. In einer seiner Geschichten, die nur als Fragment vorliegt, setzte er ihm 1866 mit der Figur von „Simon Wheeler – Detective“ ein Denkmal.
Allan Pinkerton wurde eine Ausgabe der Comicreihe Lucky Luke gewidmet, Lucky Luke gegen Pinkerton.
Allan Pinkerton ist das Vorbild von Pinky, dem Helden des Buches Detektiv Pinky von Gert Prokop.